# Aurangabad Gadana
Aurangabad Gadana es  una ciudad censal situada en el distrito de Ghaziabad en el estado de Uttar Pradesh (India). Su población es de 6170 habitantes (2011). Se encuentra a 46 km de Nueva Delhi.

## Demografía
Según el censo de 2011 la población de Aurangabad Gadana era de 6170 habitantes, de los cuales 3320 eran hombres y 2850 eran mujeres. Aurangabad Gadana tiene una tasa media de alfabetización del 76,03%, superior a la media estatal del 67,68%: la alfabetización masculina es del 84,52%, y la alfabetización femenina del 66,24%.